# 안동 서악사 아미타극락회상도
안동 서악사 아미타극락회상도(安東 西岳寺 阿彌陀極樂會上圖)는 경상북도 안동시 태화동 서악사에 있는 조선시대의 불화이다. 2015년 12월 28일 경상북도의 유형문화재 제487호로 지정되었다.

## 지정 사유
이 아미타극락회상도는 비단 7폭을 잇대어 하나의 화폭을 이룬 바탕화면에 채색을 베푼 불화이다. 차분한 적색과 녹색을 주요 채색으로 활용하면서 온화한 상호와 차분한 분위기를 띄고 있으며 화면 하단에는 양쪽으로 화기(畵記)란을 두어 장문의 묵서(墨書)화기를 기술하고 있다. 화기에 의하면, 1797년(가경(嘉慶) 2)에 수화승 지연(指涓)을 비롯하여 총 14인이 관여하여 제작한 불화임을 알 수 있다.
이 불화는 명확한 제작시기를 알 수 있으며, 지연 작품의 특징을 잘 보여주는 사례이다. 특히 지연이 제작한 후불탱화로서는 유일한 사례로 그 가치가 크다고 판단되므로 유형문화재(有形文化財)로 지정한다.

## 같이 보기
- 안동 서악사

## 참고 자료
- 안동 서악사 아미타극락회상도 - 국가유산청 국가유산포털